# El quinto mandamiento
El quinto mandamiento es una película mexicana de 2012, dirigida por Rafael Lara. Protagonizada por Guillermo Iván, Ilean Almaguer, Luis Felipe Tovar, Ernesto Gómez Cruz, Angélica Aragón, Alejandro Tommasi y Alberto Guerra en los papeles principales.
dirección de arte: Serioshka Hellmund y Guillermo Piña.
dibujos: Serioshka Hellmund

## Argumento
En la Ciudad de México, Víctor (Guillermo Iván), un joven solitario y esquizofrénico, se ha convertido en un brutal asesino serial de jovencitas tras haber sido violado en su infancia por un sacerdote en su pueblo natal (Ernesto Gómez Cruz). Ahora se debate entre continuar sus crímenes justificados por una enferma interpretación de la religión o confrontar su pasado antes de que sea atrapado por la policía, la cual sigue de cerca sus huellas.

## Reparto
- Guillermo Iván ... Victor
- Ilean Almaguer ... Gabriela
- Luis Felipe Tovar
- Ernesto Gómez Cruz ... Sacerdote José
- Angélica Aragón ... Madre de Victor
- Alejandro Tommasi
- Alberto Guerra
- Tomás Goros
- Jimena Guerra
- Carlos Padilla